# ستيفي بونسي
ستيفي بونسي (بالإنجليزية: Stevie Bonsey)‏ مواليد 18 يناير 1990 في كاليفورنيا، الولايات المتحدة، هو متسابق دراجات نارية أمريكي. نافس في سباقات بطولة العالم لفئة 250 سي سي ولفئة 125 سي سي ولفئة 50 سي سي.

## روابط خارجية
- ستيفي بونسي على موقع MotoGP.com (الإنجليزية)
- ستيفي بونسي على موقع ألعاب إكس (مؤرشف) (الإنجليزية)